# Bouscarle de Taïwan
Locustella alishanensis
Espèce
Statut de conservation UICN

 LC  : Préoccupation mineure
La Bouscarle de Taïwan (Locustella alishanensis, anciennement Bradypterus alishanensis) est une espèce de passereaux de la famille des Locustellidae.

## Répartition
Elle est endémique à Taïwan.

## Habitat
Elle habite les prairies tropicales et subtropicales d'altitude.